# Alexandre Galien
Alexandre Galien, né en 1989, est un romancier français, auteur de romans policiers.

## Biographie
Né à Paris, Alexandre Galien grandit en Chine et fait sa scolarité au lycée français international Charles-de-Gaulle de Pékin. Arrivé en France en 2007, il intègre les Cours Florent en parallèle de ses études de droit et de criminologie. 
En 2015, il intègre la direction régionale de la police judiciaire de la préfecture de police de Paris.
Sous le pseudonyme d'Alex Laloue et en collaboration avec Marie Talvat, il publie deux romans, Comme des bleus et À corps perdu.
Avec Les Cicatrices de la nuit, publié en 2019, il est lauréat du prix du Quai des Orfèvres 2020.
Depuis, en disponibilité de la police, il se consacre à l’écriture. Il est également diplômé d’un master 2 en communication politique. À partir de septembre 2020, il est responsable du cours « Roman noir, époque sombre » à la chaire d’écriture et de rhétorique de Sciences Po.
Il publie un nouveau polar mettant en scène le commandant Valmy, Le Souffle de la nuit, en 2020 aux éditions Michel Lafon.
En 2021, Alexandre Galien et Sarah Knafo créent et imaginent une plateforme numérique de recommandation de livres, le site internet Alexandre & Aristote. Il se retire du projet et coupe tout contact avec l’association en découvrant les liens de cette dernière avec Éric Zemmour, dont les idées sont « aux antipodes des siennes ».

## Œuvres

### Romans
- Les Cicatrices de la nuit, Paris, Fayard, 2019, 356 p.  (ISBN 978-2-213-71312-0) ; réimpr. nouvelle couverture, 2020. Rééd., Versailles, Feryane, coll. « Policier. Corps 16 », 2020, 357 p.  (ISBN 978-2-36360-604-4)
- Le Souffle de la nuit, Neuilly-sur-Seine, Michel Lafon, 2020, 317 p.  (ISBN 978-2-213-71312-0) Rééd., Montpellier, Ookilus, coll. « Corps 18 », 2021, 382 p.  (ISBN 978-2-490138-84-5) ; Paris, Pocket Thriller n° 18248, 2021, 299 p.  (ISBN 978-2-266-31640-8)
- Soleil levant, Neuilly-sur-Seine, Michel Lafon, 2021, 224 p.  (ISBN 978-2-7499-4416-6)

#### Sous le pseudonyme d'Alex Laloue
En collaboration avec Marie Talvat.
- Comme des bleus. Paris, Plon, coll. « Sang neuf », 2018, 320 p.  (ISBN 978-2-259-25368-0) Rééd., Paris, Pocket Thriller n° 17502, 2019, 310 p.  (ISBN 978-2-266-29087-6)
- À corps perdu, Paris, Plon, 2019, 295 p.  (ISBN 978-2-259-27822-5) Rééd., Paris, Pocket Thriller n° 17818, 2021, 297 p.  (ISBN 978-2-266-30683-6)

### Collectif
- L’Enfance, c’est… (par 120 auteurs), textes illustrés par Jack Koch, préf. Aurélie Valognes, Paris, Le Livre de poche, novembre 2020  (ISBN 978-2-253-08202-6)

### Prix
- Prix du Quai des Orfèvres 2020 pour Les Cicatrices de la nuit[5]
- Prix des lecteurs, festival de Gujan-Mestras 2018 pour Comme des Bleus[6]